# Toronto Neil McNeil Maroons
Toronto Neil McNeil Maroons je bil mladinski hokejski klub iz Toronta. Igral je v Metro Junior A League v sezoni 1962/63. Domača dvorana kluba je bila Maple Leaf Gardens.
Klub je vodila katoliška srednja šola Neil McNeil Catholic Secondary School iz Scarborougha. Ko je šola St. Michael's College ukinila svoj hokejski program po koncu sezone 1961/62, je bilo moštvo Toronto St. Michael's Majors prestavljeno na srednjo šolo Neil McNeil High School. 
Moštvo Neil McNeil, ki je bilo precej podobno Majorsom, je končalo na prvem mestu v ligi Metro Junior A League in je tekmovalo za pokal J. Ross Robertson Cup. Leta 1963 so Maroonsi pod vodstvom trenerja Jima Gregoryja v finalu izgubili proti moštvu Niagara Falls Flyers. Moštvo so vodili: v obrambi vratar Gary Smith in branilec Jim McKenny, v napadu Mike Corbett (44), Gary Dineen (32), Rod Seiling (29), Billy MacMillan (25) in Mike Walton (22).
Ko je liga leta 1963 razpadla, je bil ukinjen tudi hokejski program na šoli. Osem igralcev in trener Gregory so tako naprej delovali za moštvo Toronto Marlboros. 

## NHL igralci
| - Andre Champagne - Mike Corbett - Mike Corrigan - Gary Dineen | - Billy MacMillan - Jim McKenny - Gerry Meehan | - Rod Seiling - Gary Smith - Mike Walton |

## Izidi
| Sezona  | Tekem | Zmag | Porazov | Remijev | TOČ | %     | GF  | GA  | Uvrstitev        |
| 1962/63 | 40    | 33   | 4       | 3       | 69  | 0.863 | 260 | 110 | 1. v Metro Jr. A |